# Frauenrechte (Deutschland)
Frauenrechte sind Menschenrechte. Die Gleichberechtigung von Mann und Frau ist in der Bundesrepublik Deutschland seit 1949 im Grundgesetz unter Artikel 3 Absatz 2 verankert: „Männer und Frauen sind gleichberechtigt“ (Übergangsregelung in Artikel 117 Absatz 1 bis 31. März 1953). Vorangetrieben wurde die Gleichberechtigung von den vier Müttern des Grundgesetzes: Elisabeth Selbert, Friederike Nadig, Helene Weber und Helene Wessel.
Der Artikel 3 Absatz 2 wurde 1994 durch den Zusatz „Der Staat fördert die tatsächliche Durchsetzung der Gleichberechtigung von Frauen und Männern und wirkt auf die Beseitigung bestehender Nachteile hin.“ erweitert. 

## Geschichte des Frauenrechts
1848 brach die erste deutsche Revolution aus. Ausgehend war diese von der Französischen Revolution. Es wurde erstmals ein Parlament gewählt. Dieses tagte erstmals am 18. Mai 1848 in der Frankfurter Paulskirche. Die Leitideen der 1848er gelten als Geburtsstunde der deutschen Demokratie, Frauen durften jedoch weder wählen noch gewählt werden.  
1849 gründete Louise Otto-Peters die Frauen-Zeitung – ein Organ für die höheren weiblichen Interessen. 1850 musste die Zeitung aufgrund des sächsischen Gesetzes „Lex Otto“, das Frauen verbot Zeitungen herauszugeben und als Redakteurinnen zu arbeiten, eingestellt werden.
Auguste Schmidt und Louise Otto-Peters gründeten 1865 den Allgemeinen Frauenverein. Ziel waren eine bessere Bildung von Mädchen und ein Recht auf gleiche Bezahlung für die gleiche Arbeit.
Auch Hedwig Dohm und Clara Zetkin kämpften Ende des 19. Jahrhunderts für die Rechte der Frauen in Deutschland.
Mit der Gründung der SPD 1875 nahm erstmals eine Partei in Deutschland das „Wahlrecht für alle Staatsangehörigen“, also auch für Frauen in ihr Parteiprogramm auf.
Am 15. Mai 1908 trat dann die Vereinsfreiheit für Frauen in Kraft. Frauen durften nun Parteien und anderen politischen Organisationen beitreten, ein aktives oder passives Wahlrecht erlangten sie damit jedoch noch nicht.
Am 19. Januar 1919 fanden die ersten Wahlen statt, bei denen Frauen in Deutschland sowohl zur Wahl aufgestellt werden durften als auch ihre Stimme abgeben konnten. Einen Monat später, am 19. Februar 1919, spricht Marie Juchacz dann als erste Frau im Reichstag vor dem deutschen Parlament.

### Frauenrechte in der Zeit des Nationalsozialismus
Mit Beginn des Nationalsozialismus traten die meisten errungenen Frauenrechte wieder außer Kraft. Das Ausüben der meisten Berufe wurde ihnen verboten. Ihre Aufgabe war es, vor allem Hausfrau und Mutter zu sein.

### Frauenrechte in der BRD und der DDR
In der BRD durfte bis 1958, als das Gleichberechtigungsgesetz in Kraft trat, der Führerschein nur mit Zustimmung des Ehemanns erworben werden.
Durch die Einführung der Zugewinngemeinschaft erhielt bei einer Scheidung jeder Ehegatte Anspruch auf einen Teil des während der Ehe erworbenen Vermögens.
Auch das Recht des Ehemanns, ein Dienstverhältnis seiner Frau fristlos zu kündigen, wenn er auf seinen Antrag von dem Vormundschaftsgericht dazu ermächtigt worden ist, wurde durch das Gleichberechtigungsgesetz aufgehoben (bis 1. Juli 1977 durfte die Ehefrau nur dann berufstätig sein, wenn dies mit ihren Pflichten in Ehe und Familie vereinbar war, seitdem gilt das Partnerschaftsprinzip, nach dem es keine gesetzlich vorgeschriebene Aufgabenteilung in der Ehe mehr gibt).
In der DDR waren Frauen und Männer auf dem Arbeitsmarkt gleichberechtigt. Somit waren Frauen erwerbsunabhängig von Männern. Dennoch wurde die Politik weiterhin von Männern dominiert und Frauen hatten oft die Doppelbelastung zu tragen, sowohl Arbeit als auch Kinder und Haushalt zu bewältigen.

### Frauen im Studium
„Die Verleihung der Universitätsmatrikel ist an die Voraussetzung des männlichen Geschlechts geknüpft.“ Dies sind die Worte, mit denen Laura Reusch-Form 1869 die Zulassung zu dem Medizinstudium an der Universität Würzburg untersagt wurde. Erst Anfang des 20. Jahrhunderts wurde Frauen die Zulassung zum Studium erteilt. Dennoch wurde zwischen 1915 und 1917 der Mathematikerin Emmy Noether die Habilitationsversuche verwehrt. 1918 bekam Adele Hartmann die Venia legendi für Medizin erteilt.

### Recht auf körperliche Unversehrtheit der Frau
Seit 1997 gelten erzwungene sexuelle Handlungen auch in der Ehe als sexuelle Nötigung bzw. Vergewaltigung (vorher waren sie nur als einfache Nötigung strafbar). Dennoch wird ein Großteil der Sexualstraftaten zwischen Ehegatten nicht angezeigt. Jede dritte Frau wird Opfer körperlicher oder sexueller Gewalt, jeder vierten Frau widerfährt sie durch ihren aktuellen oder ehemaligen Partner.

### Frauen im Sport
Am 30. Juli 1955 beschloss der DFB, Frauenfußball zu verbieten.  „Im Kampf um den Ball verschwindet die weibliche Anmut, Körper und Seele erleiden unweigerlich Schaden und das Zurschaustellen des Körpers verletzt Schicklichkeit und Anstand.“, begründete der DFB seine Entscheidung. Erst im Jahr 1970 wurde dieses Verbot aufgehoben.
Auch dass Frauen Sportarten abseits vom Turnen, Schwimmen, Tennis oder anderen Sportarten, die als Frauendisziplinen galten, ausübten, war verpönt. Auch das Teilnehmen an einem Marathon war Frauen erst ab dem Jahr 1969 erlaubt.